# 야나기사와 준
야나기사와 준(일본어: 柳澤 隼, 1987년 6월 27일 ~ )는 일본의 전 축구 선수이다.

## 구단 경력
과거 가시와 레이솔, 사간 도스에서 활동하였다.